# 逍遥山駅
逍遥山駅（ソヨサンえき）は大韓民国京畿道東豆川市上鳳岩洞にある、韓国鉄道公社（KORAIL）の駅。

## 概要
京元線の途中駅である。
かつては当駅を境に南側は交流電化、北側は非電化と方式が異なっていたが、2023年12月16日に北側に電化区間が漣川駅まで延長された。

## 歴史
- 1964年4月28日 - 龍山起点56km地点で列車を一時停車させて乗客を扱った[1]。同年5月30日まで続いた。
- 1976年1月11日 - 無配置簡易駅として開業。
- 1982年9月21日 - 駅舎新築。
- 2006年5月7日 - 京元電鉄線延伸に向けて駅舎の建て替え工事を開始。そのため臨時駅舎を使用開始。
- 2006年12月15日 - 京元電鉄線が当駅まで延伸開業。駅舎新築。
- 2017年7月1日 - DMZ-trainの停車駅となる。
- 2023年12月16日 - 京元電鉄線が当駅から漣川駅まで延伸開業、同時に高架化。

## 駅構造
相対式ホーム2面2線を有する高架駅。

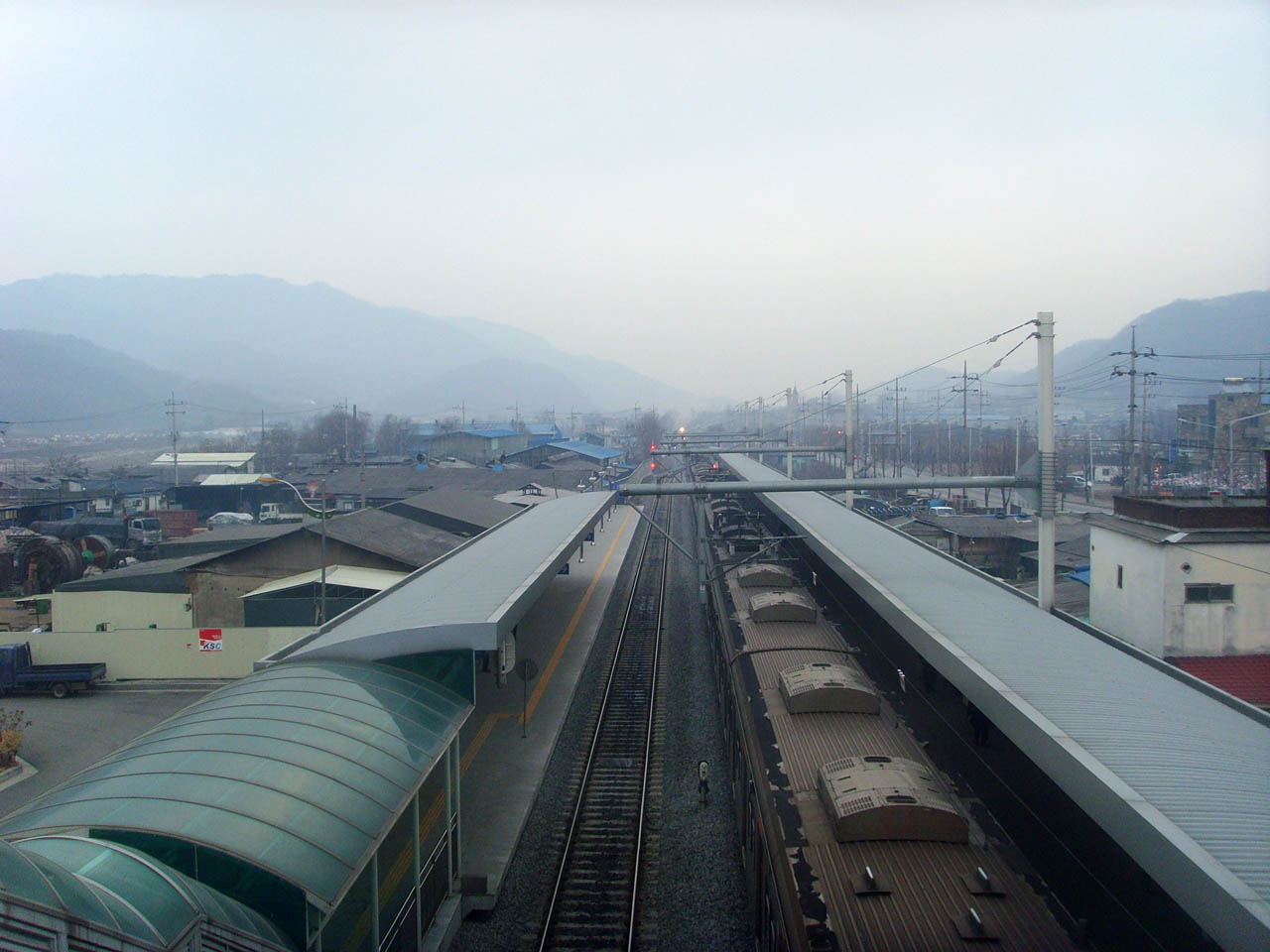
駅から哨城里方面を望む（2007年撮影）

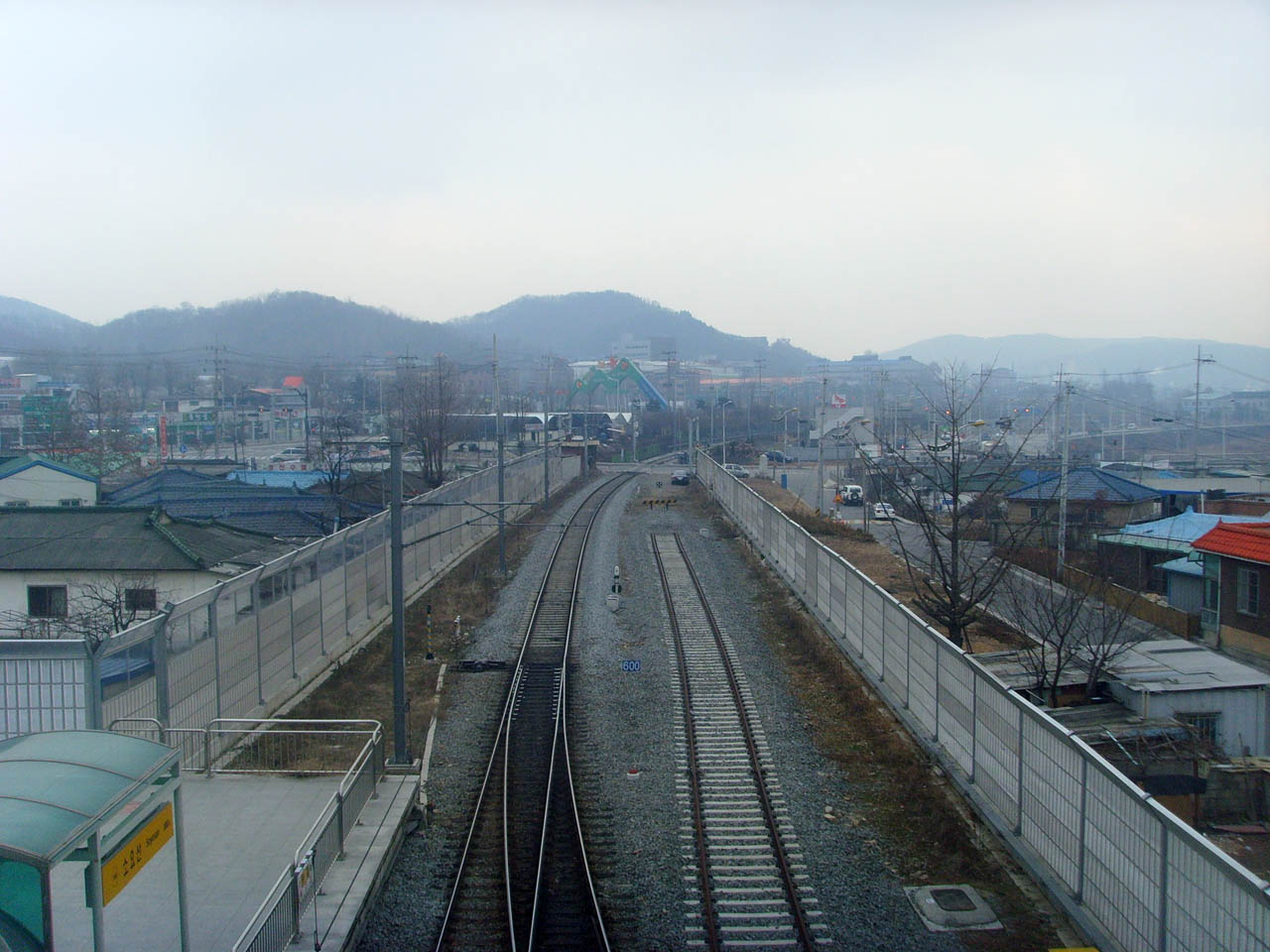
駅から東豆川方面を望む（2007年撮影）

旧駅時代は相対式ホーム2面2線を有する地上駅で、1号線は東側の単式ホーム1面1線（高床ホーム）を、京元線一般列車は西側の単式ホーム1面1線（低床ホーム）を使用していた。駅舎はホーム西側にあり、1号線ホームに隣接していた。改札口は一般列車用と1号線用で別々であった。

### のりば
| ホーム | 路線       | 種別 | 行先                             |
| ------ | ---------- | ---- | -------------------------------- |
| 下り   | 京元電鉄線 | 緩行 | 光云大・ソウル駅・九老・仁川方面 |
| 上り   | 京元電鉄線 | 緩行 | 全谷・漣川 方面                  |

## その他
通勤列車だけが走行していた時期は週末の午後は登山者で大変混雑したが、1号線（京元電鉄線）の開通により混雑が緩和された。また、利用客の数が5倍以上に増加した。　

## 利用状況
近年の一日平均利用人員推移は下記のとおり。なお、2006年は開業日の12月15日から12月31日までの17日間の平均である。
| 路線       | 路線     | 2000年 | 2001年 | 2002年 | 2003年 | 2004年 | 2005年 | 2006年 | 2007年 | 2008年 | 2009年 | 出典  |
| ---------- | -------- | ------ | ------ | ------ | ------ | ------ | ------ | ------ | ------ | ------ | ------ | ----- |
| 京元電鉄線 | 乗車人員 | 未開業 | 未開業 | 未開業 | 未開業 | 未開業 | 未開業 | 2,226  | 2,830  | 3,079  | 3,219  | [ 2 ] |
| 京元電鉄線 | 降車人員 | 未開業 | 未開業 | 未開業 | 未開業 | 未開業 | 未開業 | 2,573  | 2,899  | 3,077  | 3,043  | [ 2 ] |
| 路線       | 路線     | 2010年 | 2011年 | 2012年 | 2013年 | 2014年 | 2015年 | 2016年 | 2017年 | 2018年 | 2019年 | 出典  |
| 京元電鉄線 | 乗車人員 | 3,756  | 4,190  | 4,684  | 4,931  | 5,006  | 4,788  | 4,818  | 4,779  | 4,449  | 4,290  | [ 2 ] |
| 京元電鉄線 | 降車人員 | 3,554  | 3,803  | 4,047  | 4,029  | 4,115  | 3,951  | 4,020  | 4,003  | 3,732  | 3,598  | [ 2 ] |
| 路線       | 路線     | 2020年 | 2021年 | 2022年 | 2023年 |        |        |        |        |        |        |       |
| 京元電鉄線 | 乗車人員 | 2,922  | 2,999  | 3,601  | 2,858  |        |        |        |        |        |        |       |
| 京元電鉄線 | 降車人員 | 2,485  | 2,601  | 2,676  | 2,524  |        |        |        |        |        |        |       |

## 駅周辺
- 逍遥山
- 東豆川消防署逍遥119安全センター
- 逍遥山国民観光地
- 逍遥初等学校（朝鮮語版）
- 自由守護平和博物館（朝鮮語版）

## 隣の駅
韓国鉄道公社
 京元電鉄線

緩行
青山駅 (100-1) - 逍遥山駅 (100) - 東豆川駅 (101)